# William Philo
William Philo (Londra, 17 febbraio 1882 – 7 luglio 1916) è stato un pugile britannico.
È deceduto in guerra durante la battaglia della Somme.

## Palmarès

### Olimpiadi
- Bronzo a Londra 1908 nei pesi medi.